# 王子酒店

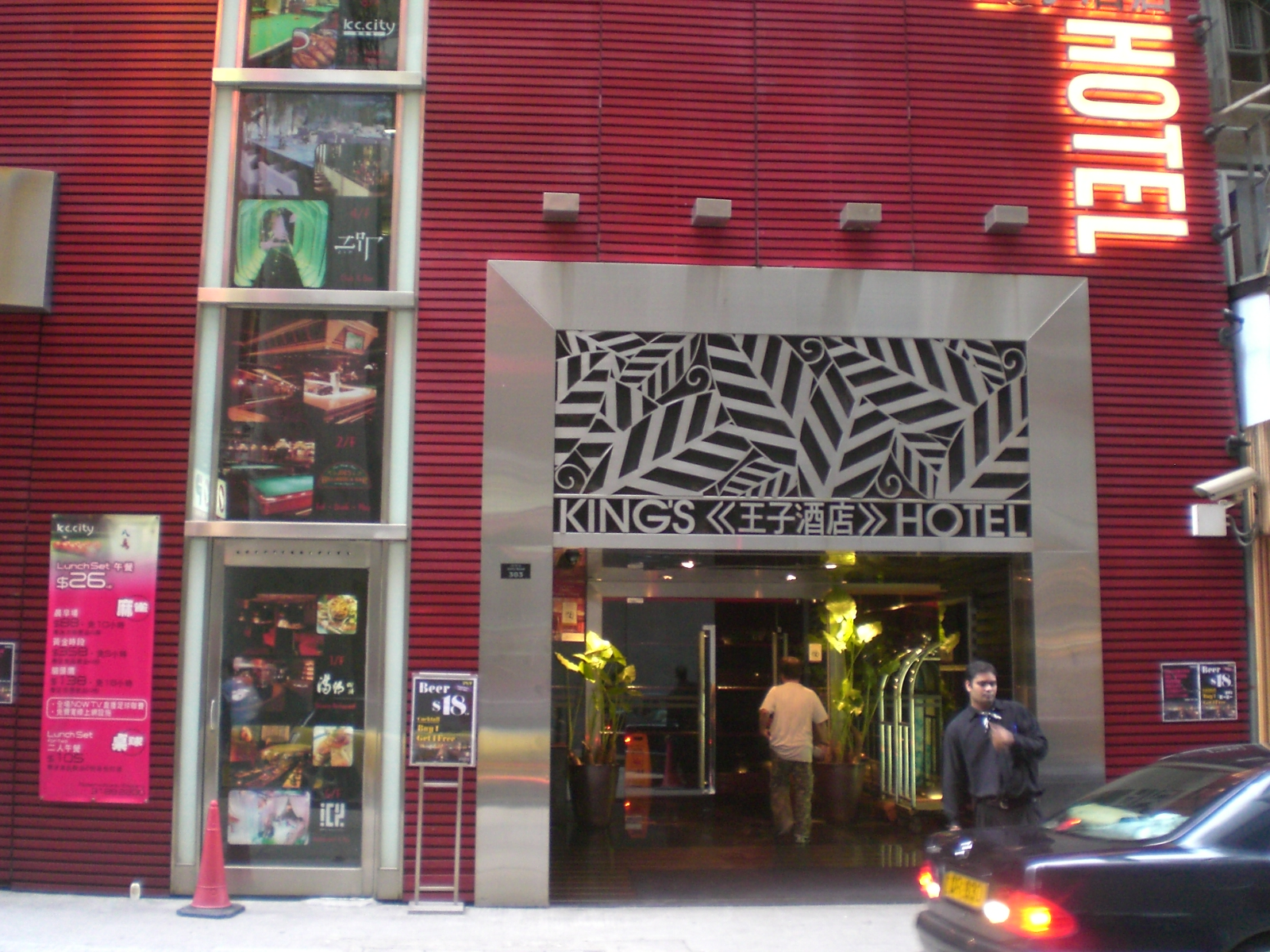
王子酒店

王子酒店（英語：King's Hotel），為香港的一間三星級酒店，位處於香港島灣仔謝斐道473-473A號，位於港鐵灣仔站和銅鑼灣站之間，距離兩站均有三至四條街的距離，酒店於2004年開幕，共提供98間豪華客房，包括三人房。

## 酒店設施
- 桌球房
- 麻雀房
- 卡啦OK房
- 餐廳
- 酒吧
- 咖啡店

## 餐廳
- Icy European Cuisine (奧地利菜) 餐廳資料
- King's Karaoke & Sky Lounge (西餐) 餐廳資料
- Zip Live (酒吧) 餐廳資料
- 滿朝御膳 (中菜) 餐廳資料

## 交通
港鐵：
- █  港島綫：灣仔站、銅鑼灣站

## 參看
- 香港酒店列表

## 外部連結
- 九龙王子酒店[永久]
- 王子酒店 （页面存档备份，存于）